# Aydoğdu, Ceylanpınar
Aydoğdu là một xã thuộc huyện Ceylanpınar, tỉnh Şanlıurfa, Thổ Nhĩ Kỳ. Dân số thời điểm năm 2011 là 859 người.